# Jastrzębie (powiat lipnowski)
Jastrzębie – wieś w Polsce położona w województwie kujawsko-pomorskim, w powiecie lipnowskim, w gminie Lipno.
Według Narodowego Spisu Powszechnego (III 2011 r.) wieś liczyła 416 mieszkańców. Jest ósmą co do wielkości miejscowością gminy Lipno.
Do 1954 r. istniała gmina Jastrzębie. W latach 1954–1968 wieś należała i była siedzibą władz gromady Jastrzębie, po jej zniesieniu w gromadzie Lipno. W latach 1975–1998 miejscowość należała administracyjnie do województwa włocławskiego.
W czasie kampanii wrześniowej stacjonowała tu 43 Eskadra Towarzysząca.
Od czerwca 1958 do 31 grudnia 1959 roku zbudowano w miejscowości pierwszą w powiecie lipnowskim ,,Szkołę-Pomnik tysiąclecia". Ceremonia otwarcia budynku miała miejsce 23 stycznia 1960 roku. Kierownikiem szkoły została Zofia Boczoń. W nowym budynku przewidziano 5 izb lekcyjnych, salę gimnastyczną i mieszkanie dla kierownika szkoły. W starym budynku pozostały dwie klasy i mieszkania nauczycielskie.

## Zabytki
Według rejestru zabytków NID na listę zabytków wpisany jest zespół dworski, nr rej.: 324/A z 5.11.1993 i z 1.12.1993
- dwór, drewniano-murowany, około połowa XIX w. i 1. ćwierć XX w.
- park, XIX w.